# Hendrik Tollens
Henricus Franciscus Caroluszoon (Hendrik) Tollens (Rotterdam, 24 september 1780 – Rijswijk, 21 oktober 1856) was een Nederlandse dichter en toneelschrijver.

## Leven

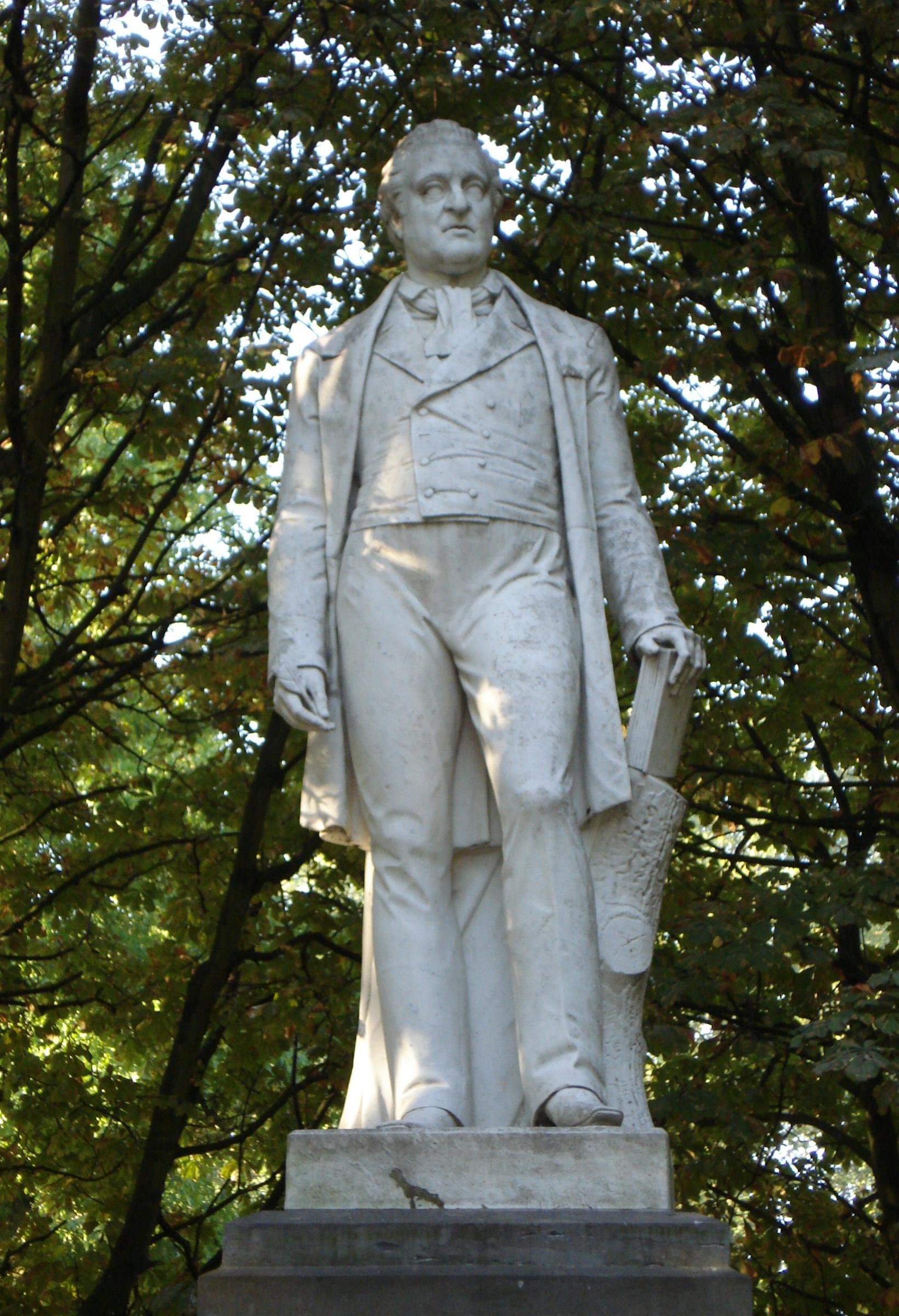
Standbeeld Tollens in het Park in Rotterdam

Hij werd geboren uit Gentse ouders van zeer bescheiden stand. Hendrik ging naar de Rooms-katholieke kostschool te Elten, waar hij onderwijs kreeg in schrijven, Nederlands, rekenen, Duits en Frans. Daarna bracht hij 
een groot deel van zijn jeugd door in Amsterdam in de Niezel op het kantoor bij een oom, die in verfstoffen deed en die met deze neef "altijd op rijm sprak" en waar hij ook naar een Franse school ging.
Zijn vader had in Rotterdam een verfhandel met penseelmakerij. Als veertienjarige moest hij terug naar Rotterdam om zijn vader in de zaak te helpen die Tollens later zou uitbouwen tot een bloeiend bedrijf, de Verf- en Vernisfabrieken Tollens & Co., hoewel daar aanvankelijk niet zijn prioriteit lag. Hendrik Tollens leidde het bedrijf tot 1846.
Na zijn werk wijdde hij zich ’s avonds aan het schrijven.
In zijn jeugd was Tollens al liefhebber van de schouwburg, werkte voor het toneel en was bevriend met tal van toneelspelers. Hierdoor schreef hij, veelal in poëzie, maar ook in proza blijspelen, (vertaalde) toneelstukken en treurspelen.
Hij bestudeerde de Nederlandse schrijvers Vondel, Hooft en Antonides, gevolgd door de buitenlandse schrijvers Goethe, Schiller, Johnson, Shakespeare, Milton en Pope.
Hij werd dichter voor de patriotten, secretaris in een van hun clubs en werkte voor het toneel, waartoe familieleden, die met muziek, zang en schouwburg in betrekking stonden, aanleiding gaven. Hij huwde op 27 juli 1800 met de dochter van toneelspeler Simon Rivier, Gerbranda Cath. Rivier te Oost-Souburg (tegen de wil van zijn vader in), waar de clandestiene bruidegom en bruid zich als Amsterdamse jongelui voordeden.

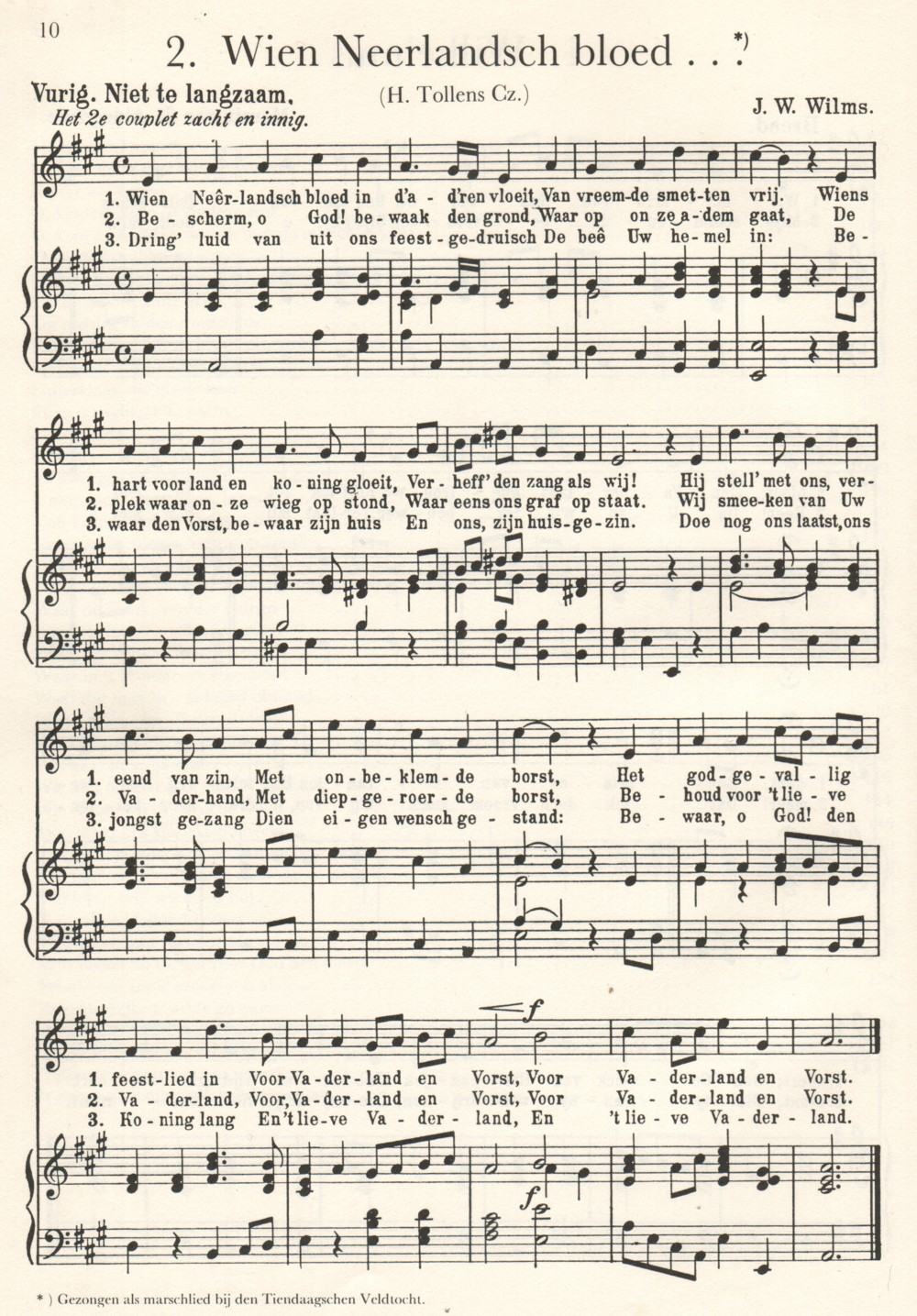
Wien Neêrlands bloed

Van die tijd is de dichter altijd een werkzaam koopman in verfstoffen geweest; een paar keer per jaar bereisde hij zijn klanten, tot in Zeeland, klom tot groot aanzien in de letterkundige wereld, ontving welverdiende hoge onderscheidingen en was, vooral sedert 1830, Nederlands volksdichter. Hij trad in 1827 uit de Rooms-Katholieke Kerk uit onvrede over het toenemende ultramontanisme. Door toedoen van Abraham des Amorie van der Hoeven voegde hij zich daaropvolgend bij de Remonstrantse Broederschap. In 1846 ging hij persoonlijk uit zijn zaak, vestigde zich op Ottoburch (tegenwoordig het Tollenshuis genoemd en behuizing van het Museum Rijswijk) te Rijswijk, bracht zijn rusttijd in ijverige letteroefeningen door en overleed er, met de pen in de hand, op 21 oktober 1856. Men wijdde hem een standbeeld te Rotterdam en een monument op zijn graf te Rijswijk. De Tollensprijs is een letterkundige prijs die naar Hendrik Tollens is genoemd. Ter gelegenheid van de 150e verjaardag van het beeld in Rotterdam werd deze prijs uitgereikt in de Rotterdamse bibliotheek, waar ook een tentoonstelling en een symposium aan Tollens waren gewijd. Op 6 maart 2011 werd in Rijswijk een nieuw monument op zijn graf geplaatst.

## Receptie

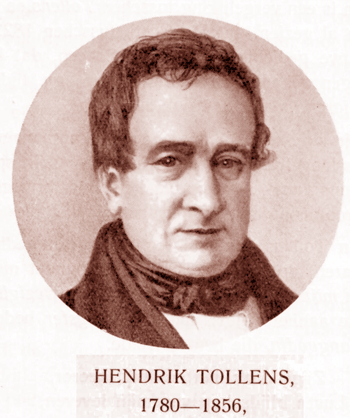
Hendrik Tollens

Tijdens zijn leven werd Tollens gezien als de grootste Nederlandse dichter van zijn tijd. Zijn poëzie prees de zegeningen van het huiselijk leven en riep op tot trouw aan God en het Vaderland. Zijn nationalistische Wien Neêrlands bloed, getoonzet door Johann Wilhelm Wilms, werd zelfs tot het Nederlandse volkslied uitgeroepen. De oudste rederijkerskamer van Groningen werd in 1856 naar Tollens vernoemd.
Voor de Tachtigers was hij een frequent mikpunt van spot. Deze groep jonge dichters hekelden zijn conventionele wereldvisie, maar vooral zijn retorische, bombastische taalgebruik. In Grassprietjes van Cornelis Paradijs (1885; een parodie op de toen populaire domineespoëzie) verscheen een "lofzang", helemaal in de stijl van Tollens, op de gevierde dichter, die volgens de auteur in zijn oorspronkelijke vorm 1200 verzen telde en waarvan het vervolg wellicht in volgende dichtbundels gepubliceerd zou worden. De kritiek van de Tachtigers leidde er binnen enkele jaren toe dat Tollens zijn roem volledig was kwijtgeraakt. Zijn werken werden niet meer gedrukt en in schoolboeken over Nederlandse literatuur werd doorgaans buitengewoon negatief over hem geschreven.
Tegen het einde van de twintigste eeuw nam de belangstelling voor Tollens weer wat toe. Men zag in dat het werk van de bij leven populaire dichter veel cultuurhistorisch belang had: het was essentieel om een beeld te krijgen van het Nederland in de negentiende eeuw. Navenant schrijven encyclopedische werken en schoolboeken tegenwoordig minder polemisch over zijn werk dan voorheen.
In 2010 beschuldigde essayist Rudy Kousbroek Tollens ervan dat zijn gedicht 'Lijkje van een kind' uit 1808 te veel lijkt op Vondels bekende gedicht 'Kinder-lyck'. Volgens Kousbroek is dit zo evident dat 'het grenst aan plagiaat', de van Vondel overgenomen inwendige rijmen 'vind je nergens in het andere werk van Tollens.'

## Werken

### Drama
- 1799 De Vrede in Nederland of de aftogt der Engelschen en Russchen, divertissement[a]. In samenwerking met Maarten Westerman. Manuscript
- 1799 De bruiloft, Blyspel, in één bedrijf[b] – blijspel in proza
- 1800 - Het huwelyk naar de mode, blyspel, in één bedryf[c]. Gedeeltelijk naar Molières' Mariage forcé
- 1800 De Schoenmaker van Damascus, tooneelspel; in drie bedryven[d]. Vert. van: Le cordonnier de Damas, ou la laterne magique van Charles Antoine Guillaume Pigault-Lebrun
- 1800 - Iets van Kotzebue, tooneelstukje, in één bedryf[e] - Over schrijver August von Kotzebue
- 1800 - Konstantyn, burger treurspel, in vier bedryven[f]
- 1801 - Gierigheid en praatzucht, blyspel. in een bedryf[g]
- 1801 - Verleiding en vergoeding, tooneelspel, in drie bedrijven[h]. Getrokken uit het verhaal: Klaudine, van de Florian (Claudine de Florian) door (Charles Antoine Guillaume) Pigault-Le-Brun; gevolgd naar het Fransch
- 1801 - Blinval en Emelia, of het loon der edelmoedigheid; tooneelspel, in één bedryf.[i] Zedekundige drama in poëzie
- 1801 - Manlius Torquatus, treurspel in vyf bedrijven[j]. Gevolgd naar het Fransch van Christian (Le Prevot D'Iray)
- 1801 - Kato, te Utika, treurspel in drie bedryven[k][l]. Gevolgd naar het Fransch van (A. P. H. Tardieu de) Saint-Marcel. Vert. van: Caton d'Utique. 1798
- 1801 - De dood van Cézar, treurspel in drie bedryven[m].  Gevolgd naar het Fransch van De Voltaire. Vert. van: La mort de César. 1735
- 1802 - Andromache, treurspel[n]. Vert. van: Andromaque van Jean Racine uit 1664
- 1802 - Abufar, of het Arabiesch huisgezin; treurspel, in vier bedryven[o]. Gevolgd naar het Fransch van (Jean-François) Ducis. Vert. van: Abufar, ou La famille Arabe. 1795
- 1802 - Katilina, of Rome gered; treurspel, in vyf bedryven[p]. Gevolgd naar het Fransch van De. Voltaire. Vert. van: Rome sauvé. 1752
- 1804 - De Guebers, treurspel, in vyf bedryven[q]. Gevolgd naar het Fransch van De Voltaire. Vert. van: Les Guèbres. 1769
- 1805 - Lukretia, of de verlossing van Rome; treurspel, in vyf bedryven[r]
- 1806 - De Hoekschen en Kabeljaauwschen, treurspel, in vyf bedryven[s]

### Bibliografie

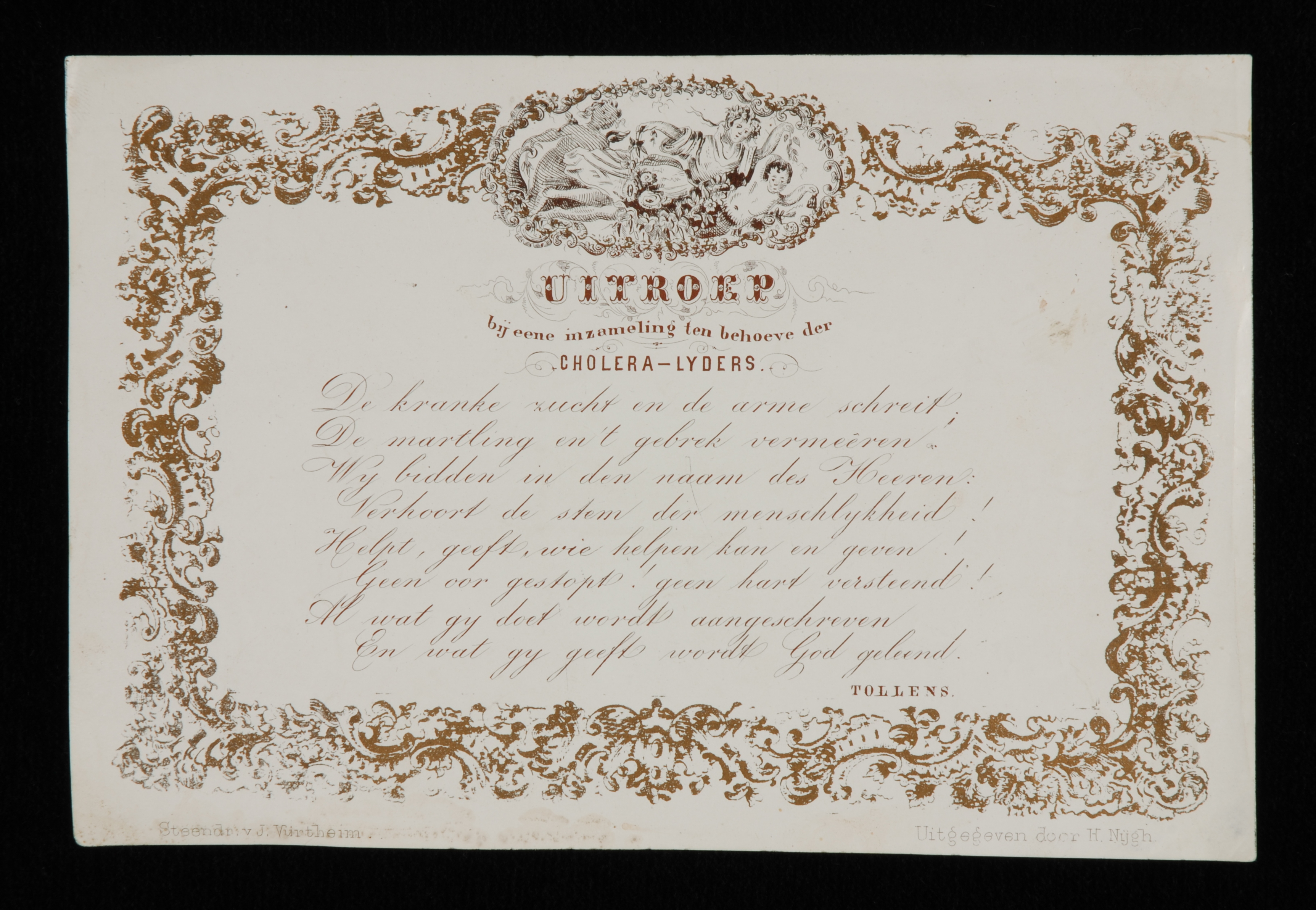
Gedicht door Tollens in steendruk met brede gouden rand, krulwerk en allegorische voorstelling ten behoeve van “Uitroep bij eene inzameling ten behoeve der Cholera-lijders”. (1837-1856?)